# Staatsstreich des 18. Fructidor V
Im Staatsstreich des 18. Fructidor V (4. September 1797 nach dem Revolutionskalender) zementierten die republikanischen Mitglieder des Direktoriums, der fünfköpfigen Regierung Frankreichs, mit Unterstützung des Militärs, ihre Macht. Im Vorfeld des 18. Fructidor hatten royalistische Kräfte in Frankreich bei den Wahlen im März und April 1797 (Germinal des Jahres V) einen großen Sieg erzielt und setzten die Republikaner im Direktorium unter Druck.

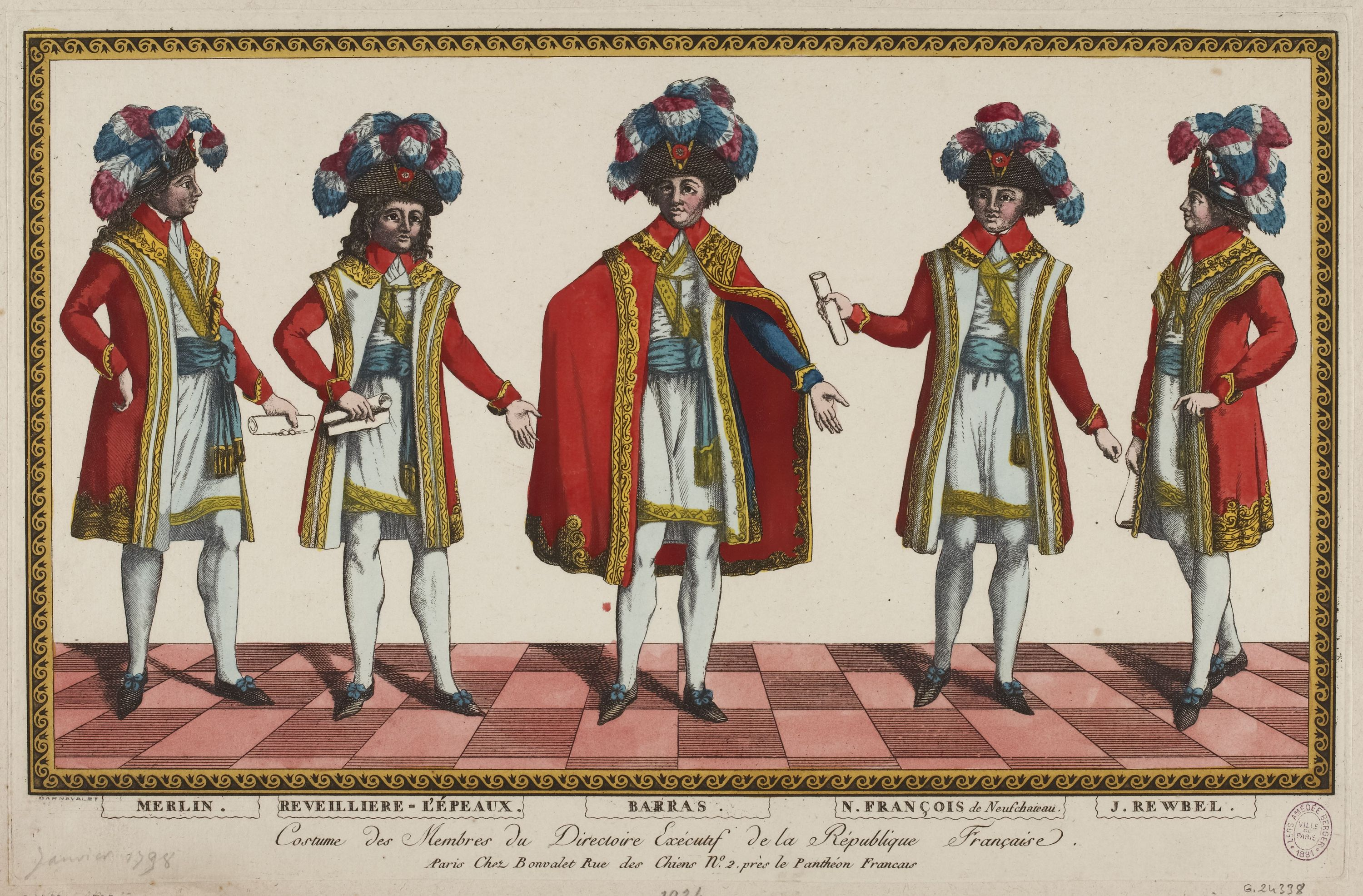
Das neu zusammengesetzte Direktorium nach dem Staatsstreich

Daraufhin planten die Republikaner im Direktorium – Paul de Barras, Jean François Reubell und Louis-Marie de La Révellière-Lépeaux – einen Staatsstreich, wobei sie mit der Hilfe der Jakobiner rechneten. Mitglieder des Direktoriums riefen den vom ersten Italienfeldzug zurückgekehrten Napoléon Bonaparte auf, zuverlässige Truppen aus Italien heranzuführen. Napoleon kam der Bitte des Direktoriums auf Unterstützung nach und schickte General Charles Pierre François Augereau. Der General erhielt die Ernennung zum Kommandeur der 17. Militärdivision, die für Paris zuständig war.
Am 18. Fructidor V wurde der Staatsstreich ausgeführt: In 49 Departments wurden die vorangegangenen Wahlergebnisse annulliert, dadurch verloren 177 meist royalistisch gesinnte Abgeordnete ihre Mandate. Direktoriumsmitglied François Barthélemy wurde verbannt, Lazare Nicolas Marguerite Carnot, der den Staatsstreich ebenfalls nicht unterstützt hatte, konnte sich einer Verhaftung durch Flucht in die Schweiz rechtzeitig entziehen. Die beiden abgesetzten Direktoren wurden durch Philippe-Antoine Merlin und Nicolas-Louis François de Neufchâteau ersetzt.
Die royalistische Bedrohung durch die letzten Wahlen war gebannt, die Direktorialverfassung war durch diese Maßnahme jedoch eindeutig verletzt worden. Als Folge herrschte in Paris wieder ein Klima des Terrors. Nur waren die Konsequenzen der Denunziationen nicht mehr, wie beispielsweise unter Robespierre, die Guillotine, sondern die Deportation in außereuropäische Gebiete, insbesondere Guayana, wo die Deportierten zumeist schwere körperliche Arbeit verrichten mussten – die so genannte „trockene Guillotine“ (guillotine sèche).